# Lansdowne Road
Lansdowne Road is een straat en voormalig stadion in de wijk Ballsbridge in de Ierse hoofdstad Dublin.

## Voormalig stadion
De grootste bekendheid dankte Lansdowne Road aan het gelijknamige stadion, waar Ierland zijn internationale rugby- en voetbalwedstrijden speelt. In het gebouw is de Irish Rugby Football Union gevestigd en het fungeert als thuisbasis van de rugbyclubs Wanderers en Lansdowne en het districtsteam van Leinster.
Ook werd Lansdowne Road gebruikt voor grote muziekconcerten waar o.a. U2, The Corrs, Oasis, The Eagles in hebben gespeeld voor ruim 50.000 mensen.
Het stadion werd in 2007 gesloopt zodat het nieuwe Aviva Stadium kon worden gebouwd.

## Straat
Het straatbeeld wordt bepaald door vele, vaak Victoriaanse huizen van rode baksteen. Er bevindt zich hier ook een station.